# Оли Рен
Оли Рен (на фински: Olli Rehn) е финландски и европейски политик от партията Финландски център, член на Европейската комисия от 22 ноември 2004.
Роден в Микели в източната част на Финландия, Рен учи икономика, международни отношения и журналистика в Макалистър колидж в Сейнт Пол, Минесота, в Съединените щати. Той получава магистърска степен по политически науки от Университета в Хелзинки през 1989 г. и докторска степен от Оксфордския университет през 1996 г. на тема „корпоративизъм и конкурентоспособността на промишлеността в малките европейски държави“.
Той започва политическата си кариера много млад като редовен член на финландския младежки център и скоро става генерален секретар на Северния младежки център. През 1987 г. е избран за президент на финландския младежки център.
Рен е женен, с едно дете. Той е най-младият член на първата комисия на Барозу. В допълнение към родния си финландски той говори английски, френски, шведски, и малко немски.